# 샌프란시스코 그리스 정교회 수도 대교구
샌프란시스코 그리스 정교회 수도 대교구(영어: Greek Orthodox Metropolis of San Francisco)는 미국 태평양 지역에 있는 동방 정교회의 교구이다. 관할 지역으로 알래스카, 애리조나, 캘리포니아, 하와이, 네바다, 오리건, 워싱턴 주를 포함한다. 미국 그리스 정교회 관구 대교구 일부분이며, 샌프란시스코 시에 주교좌 성당으로 수태고지 대성당이 있다. 현재 대주교인 게라시모스는 2005년 4월 2일 터키 콘스탄티노폴리스 파나르에 소재한 콘스탄티노폴리스 세계총대주교청에 의해 선출된 후 미국 그리스 정교회 관구 대교구 샌프란시스코 주교로 임명되었다.

## 같이 보기
- 콘스탄티노폴리스 세계총대주교청
- 미국 그리스 정교회 관구 대교구